# Eschil
Eschil (n. 525 î.Hr. - d. 456 î.Hr.); (în greacă: Αἰσχύλος, Aischylos) a fost un dramaturg grec antic,  considerat părintele tragediei clasice. Alături de Euripide și Sofocle, este unul dintre cei trei tragici greci antici care au pus bazele dramaturgiei clasice, și din a căror bibliografie există piese care s-au păstrat în întregime.

## Viața și opera
S-a născut la Elefsina în anul 525 î.e.n. Tatăl său se numea Euphorion și era descendent dintr-o familie nobilă și înstărită. 
A participat la bătăliile de la Marathon (490 î.Hr.) și Salamina (480 î.Hr.) împotriva perșilor, unde a dat dovadă de curaj și devotament. Este supranumit "părintele tragediei universale". Tragediile lui Eschil prezintă conflicte puternice, bazate pe subiecte simple și concentrate, realizate într-un ton grav, iar eroii  se află în luptă cu destinul, manifestat prin intermediul zeilor. Eschil a considerat drama (tragedia) un instrument de propagandă națională, o modalitate capabilă să trezească spectatorilor sentimente de care el însuși era profund animat: dragostea de patrie, cultul virtuții, supunerea față de zei. Eschil a introdus al doilea actor și a restrâns partea lirică în favoarea celei dramatice. A scris peste 90 de piese din care s-au păstrat doar 7: trilogia “Orestia” care cuprinde “Agamemnon”, "Choeforele"  (Choeforoi) și "Eumenidele" (Eumenides), "Cei 7 contra Tebei"  (Hepta epi Thebas), "Prometeu încătușat" (Prometheus desmotes) și "Perșii" (Persai). Eschil a murit în anul 455 î.Hr. la Gela (Sudul Siciliei).
| “                | Cum mă mai rabzi, o, Soare, Cînd a pierit pe mări și pe pămînturi Puterea mea? | ” |
| — Xerxes, Perșii |                                                                                |   |

„Perșii” este singura piesă cu subiect istoric care s-a păstrat. Eschil a fost inspirat de actualitate după ce a participat activ la război, la bătăliile de la Maraton și Salamina. Piesa este scrisă în 472 iar subiectul este povestea morții unui imperiu și a unei civilizații. O civilizație împlinită, aflată la apogeu, dar care, sufocată de propria bogăție și plenitudine, și-a pierdut resursele vitale și refuză să-și vadă propria vulnerabilitate. Opera lui Eschil relevă sensuri profunde, existențiale: cumplita și neașteptata înfrângere a puternicei mașini de război persane, la Salamina, de către o armată grecească puțin numeroasă, nu aduce cu sine doar năruirea fantasticelor ambiții de cucerire ale unui imperiu, ci și agonia unei culturi și a unei civilizații care a avut orgoliul invincibilității sale. Crezându-se atotputernic, venerându-se pe sine ca pe un zeu, având convingerea că a adus visul de aur pe pământ si refuzând dreptul la existență al celor care nu sunt aidoma lui, omul acestei civilizații își semnează propria condamnare la pierire.
Istoria lui Oreste („Orestia”) apare mai întâi în poemele homerice. De altfel, întreaga istorie a casei lui Atreu cunoaște, prin Eschil, o fază de desacralizare a mitului, prin faptul literaturizării tradiției mitologice, contribuind la dezvoltarea și afirmarea ulterioară a unor mituri literare de sine stătătoare: mitul literar al lui Oreste, cel al Electrei, al Ifigeniei din aceeași categorie cu miturile lui Prometeu, Ulise etc.)

## Moartea

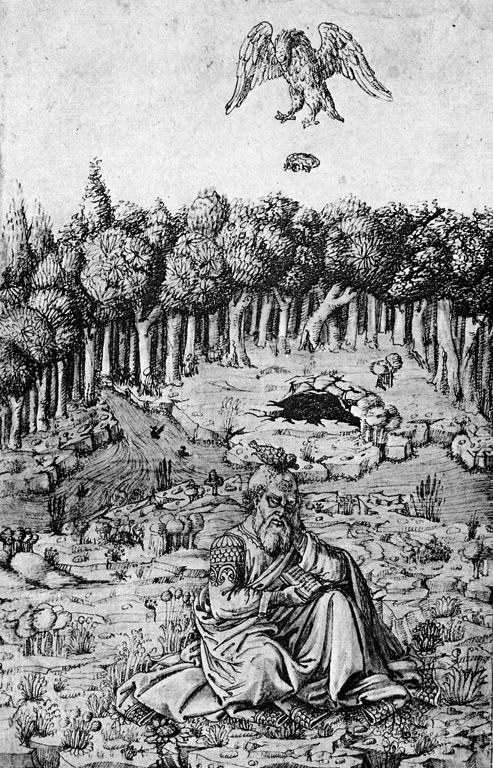
Moartea lui Eschil ilustrată în Cronica Pictată Florentină din sec. XV de Maso Finiguerra

În 458 î.H., Eschil s-a întors în Sicilia pentru ultima dată, vizitând orașul Gela, unde a murit în 456 sau 455. Valerius Maximus relatează că ar fi fost ucis în afara zidurilor cetății, lovit de o țestoasă aruncată cu putere de un vultur care a luat capul scriitorului drept o piatră potrivită ca să spargă carapacea. Pliniu cel Bătrân, în Naturalis Historia, completează că Eschil stătea afară sub cerul liber ca să evite profeția unui oracol, conform căreia urma să fie ucis de un obiect căzut de la înălțime. S-ar putea, însă, ca această relatare să fie o pură legendă datorată unei interpretări greșite a reprezentării iconografice de pe mormântul dramaturgului.
Inscripția de pe piatra funerară a lui Eschil nu menționează realizările sale din domeniul artei teatrale, ci elogiază doar meritele lui militare:
Αἰσχύλον Εὐφορίωνος Ἀθηναῖον τόδε κεύθει

μνῆμα καταφθίμενον πυροφόροιο Γέλας·

ἀλκὴν δ' εὐδόκιμον Μαραθώνιον ἄλσος ἂν εἴποι

καὶ βαθυχαιτήεις Μῆδος ἐπιστάμενος
Sub această lespede zace Aischylos, fiul lui Euphorion, atenianul,

acoperit de pământul purtător de grâne al Gelei;

vrednica-i tinerețe o povestește crângul din Maraton,

și medul cu plete lungi care-o cunoaște bine.

## Tragedii păstrate
- Rugătoarele
- Perșii
- Șapte contra Tebei
- Prometeu înlănțuit

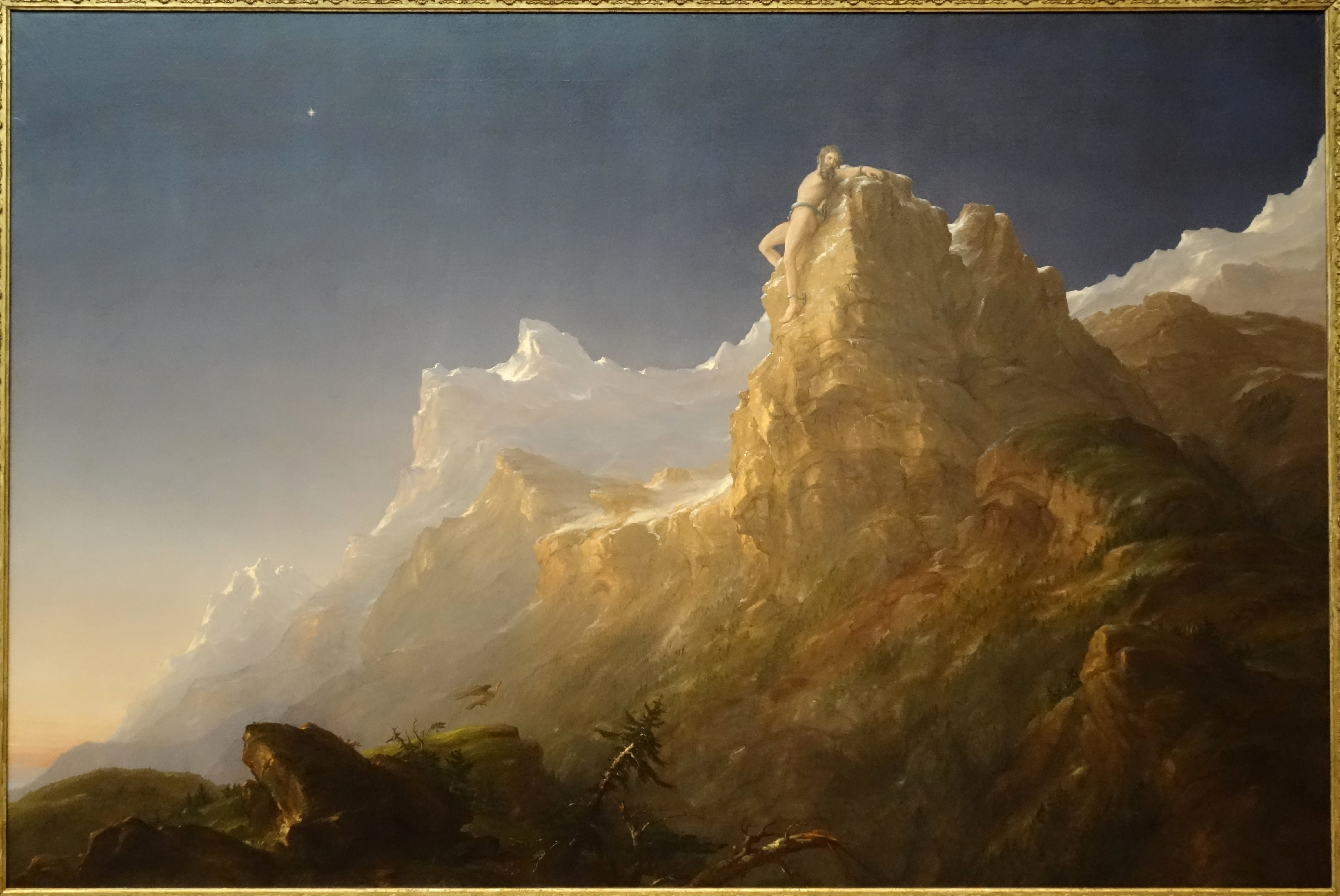
Prometeu înlănțuit, pictură de Thomas Cole

- Orestia (Agamemnon, Hoeforele și Eumenidele)